# Realty Bites
Realty Bites, llamado Bocados inmobiliarios en España y La cruda realidad en Hispanoamérica, es un capítulo perteneciente a la novena temporada de la serie animada Los Simpson, estrenado originalmente el 7 de diciembre de 1997 en la cadena FOX. En el episodio, Marge se convierte en una vendedora de bienes raíces, mientras que Homero disfruta del auto de Snake. Fue escrito por Dan Greaney y dirigido por Swinton O. Scott III. En el episodio habla por última vez el personaje de Lionel Hutz antes del fallecimiento del actor que hacía su voz, Phil Hartman. Los productores de la serie querían que los escritores hiciesen un episodio enfocado en Marge, en el cual trabajaría y tendría éxito. El episodio fue criticado positivamente en el libro I Can't Believe It's a Bigger and Better Updated Unofficial Simpsons Guide, y está incluido en el DVD especial de 2003 titulado The Simpsons: Risky Business.

## Sinopsis
Todo comienza una mañana de sábado, en la cual Marge y Homer van a una subasta de productos organizada por la policía. Homer, sin la autorización de Marge, compra un auto llamado "Pequeño Bandido" que pertenecía a Snake, quien, viéndolo todo desde la ventana de la cárcel, jura matar a Homer por comprar su auto.
Homer y Marge se suben al auto, pero él conduce demasiado rápido, por lo que ella se baja y decide caminar hacia su casa. En el camino se encuentra con Lionel Hutz, quien la convence de que comience a trabajar como vendedora de bienes raíces en su nueva empresa.
Marge rinde el examen y comienza a trabajar, pero pronto se da cuenta de que todos los vendedores no eran muy honestos a la hora de vender las casas. Ella, en cambio, les muestra a los clientes tanto los aspectos positivos como los negativos de las casas, con lo que no logra vender ninguna.
Lionel Hutz le advierte a Marge que no debe ser tan sincera, ya que si no vende una casa durante la primera semana de su trabajo, queda despedida.
Los siguientes clientes de Marge son los Flanders. Ninguna casa del catálogo parece convencerlos, hasta que llegan a una casa muy bella, pero en donde se había cometido un gran homicidio. Sin embargo, ella no les menciona este incidente a la familia, quienes compran la casa de inmediato.
Días más tarde, luego de pensarlo mucho, Marge no puede con su conciencia y decide contarles toda la verdad a los Flanders. Ellos lo toman con muy buen humor y parece no importarles el detalle, pero Marge insiste en devolverles el cheque; sin embargo, Ned se niega. 
Homer, mientras tanto, presume a su nuevo auto por todos lados, lo que hace que Snake se escape furiosamente de la cárcel. En una ocasión, el bandido sube encima del auto y comienza una lucha con Homer, dejando el auto manejándose solo y sin control. 
Cuando Marge abre la puerta de la nueva casa de los Flanders, ve que vienen Homer, Snake y el auto a toda velocidad. "Pequeño Bandido" choca contra la antigua casa de madera, dejándole hecha pedazos. Marge le devuelve su cheque a Ned, sabiendo que sería despedida, pero con la conciencia tranquila.
El capítulo finaliza con Homer consolando a Marge por su despido, y diciéndole que de todas formas podría conseguir dinero gracias a la Asistencia Social de Estados Unidos.

## Producción
Los escritores querían hacer un "episodio de Marge", pero en el cual tuviese un trabajo exitoso, al contrario que en episodios similares previos. En el episodio aparece por primera vez el personaje de Gil Gunderson, cuya voz la hace Dan Castellaneta y Cookie Kwan, personificada por Tress MacNeille. Los escritores decidieron que Gil aparezca en episodios futuros, ya que la actuación de Castellaneta al grabar las voces había tenido muy buen recibimiento entre los actores y productores. El número de Snake en prisión es 7F20, el código de la producción del episodio "The War Of The Simpsons", en el cual apareció por primera vez. La escena en la cual Snake coloca la cuerda afilada en la carretera iba a terminar cuando a Kirk le rebanaban su sándwich de la manera que él quería, pero George Meyer sugirió que sería mejor si le cortase el brazo. Mike Scully describió a las risas tras la sugerencia como las más intensas que había escuchado entre los animadores. Dijo que "realmente les daba gracia porque el gag era muy inesperado. Además, cuando uno empezaba a reírse, contagiaba a los demás". Más tarde, cuando Marge va a recibir asistencia social, el hombre que usa un sombrero es una caricatura de Meyer. Debido a la muerte de Phil Hartman, los personajes de Lionel Hutz y Troy McClure no volvieron a aparecer en el programa.